# 공녀
공녀(貢女)는 약소국이 강대국에 조공의 하나로 여자를 바치는 것을 의미한다. 원나라 황족과 귀족들은 후궁·궁녀·시첩·시비에 충당하기 위하여 고려의 처녀를 자주 요구하였고, 군사들도 집단적으로 혼인하기 위하여 고려 처녀들을 많이 요구하였다. 고려 시대인 1232년부터 원나라에 공녀를 많이 보내다가 명나라 홍무제가 중국 집권 이후 고려의 공녀 차출을 금지하였다. 조선을 건국한 태조와 정종에도 공녀 차출은 나타나지 않다가,  영락제가 명나라를 집권한 기간인 태종과 세종 초기 동안 영락제의 요청으로 조선은 공녀를 다시 보내었다. 영락제의 사망 이후, 세종의 노력으로 공녀 차출은 폐지하였다. 

## 한국
몽골이 제1차 침입 직후인 1232년(고종 19)에 왕족과 대관(大官)의 동남·동녀 각 500명 및 공장(工匠)·자수부인(刺繡婦人)을 바치라고 요구한 것이 그 시초이다. 
공녀 선발은 충렬왕 초부터 공민왕 초까지 약 80년 동안 정사에 기록 된 것만도 50여 차례이며, 이곡의 공녀 폐지 상소를 보면 그 수효가 많을 때는 40∼50명에 이른다 하니 끌려간 공녀들의 수는 2,000명을 넘었을 것으로 본다. 그나마 이것은 공식적으로 기록된 것이고, 이 외 원의 사신이나 귀족·호족들이 사사로이 데려간 것까지 합치면 실제 숫자는 이보다 훨씬 많다고 한다. 한 번에 500여명의 공녀를 끌고 가는 경우도 있었다.
공녀로 끌려간 여성들은 대부분 고향에 돌아오지 못하고 원나라에서 대부분 궁중 시녀나 노비로 일생을 보내야 했다. 이에 고려인들은 딸을 낳으면 비밀에 부쳐 이웃 사람도 볼 수 없게 하고, 딸의 머리를 깎는 등 공녀 선발을 면해 보려 노력하였다.
공녀 중 일부는 중국이나 몽골의 황제의 눈에 띄어 후궁이 되거나 비빈으로 간택되는 경우도 있었다. 고려 출신 세조(世祖) 쿠빌라이(忽必烈)의 총애를 받은 이씨(李氏), 인종(仁宗)때에 영비(英妃) 달마홀도(達麻忽都), 원말의 기황후와 권황후, 조선의 여비 한씨와 공신부인 한씨가 대표적인 케이스이다. 공녀 출신이 황후나 후궁이 되면 고려와 조선에 있던 그의 친정은 상당한 혜택을 보았다. 기황후의 친족인 기철, 기원 5형제와 여비 한씨, 공신부인의 남동생인 한확 등이 그들이다. 
공녀들로 인하여 원나라에 고려의 풍습이 급속히 전파 되기도 하였다. 고려의 풍습 가운데, 특히 의복·신발·모자 등의 복식과 만두·떡 등의 음식, 아청(鴉靑)주 등의 기물은 급속도로 전파되었다. 이를 총칭하여 고려양이라 부른다.
세종 때 공녀 폐지 여론이 나타나, 세종이 직접 공녀 공출과 내시 공출을 중단해줄 것을 명나라에 요청하여 성사시켰다. 이후 공녀 차출 기록은 존재하지 않는다.